# لیس نور
لیس نور (به انگلیسی: Lies Noor) (زاده ۱۹۳۸-درگذشته ۱۴ مارس ۱۹۶۱) بازیگر اندونزیایی بود.